# Poceciîne, Nijîn
Poceciîne (în ucraineană Почечине) este un sat în comuna Perebudova din raionul Nijîn, regiunea Cernihiv, Ucraina.

## Demografie
Componența lingvistică a localității Poceciîne
     Ucraineană (100%)
Conform recensământului din 2001, toată populația localității Poceciîne era vorbitoare de ucraineană (100%).